# Lifan 620
Lifan 620 — пятиместный седан китайской группы компаний Lifan.

## История
Автомобиль выпускается с 2007 года. На рынке России модель представлена в 2010 году.
В 2015 году в сети появились шпионские фотографии готовящегося к выходу второго поколения Lifan 620. Дизайн седана, который обзавёлся новыми бамперами, светотехникой и капотом, стал более современным и гармоничным. В профиль модель узнается по характерной выштамповке через весь борт. Lifan Solano второго поколения также прибавил в размерах по всем параметрам. Он имеет габариты 4625х1715х1500 миллиметров, а его колёсная база выросла на 5 миллиметров и составила 2610 мм. 

## Описание

### Экстерьер
В основе внешнего вида Lifan 620 – европейский стиль автомобильного дизайна, с кузовом обтекаемой формы. В основу дизайна передней части положена U-образная линия, которая простирается от капота до нижнего края бампера и разбивает переднюю часть автомобиля на множество плоскостей. Зеркала заднего вида выполнены в цвет кузова, ручки дверей и решётка радиатора отделаны хромом. В базовой комплектации на автомобиле установлены противотуманные фары и дополнительный стоп-сигнал.
На автомобиле установлены светодиодные фары переднего света, по краям которых установлены синие светодиодные лампы. Благодаря покатой крыше автомобиль приобретает обтекаемые очертания. Lifan Solano имеет длинный капот и укороченную заднюю часть, которая имеет чёткие контуры; U-образная линия соответствует изгибам на передней части кузова. Объём багажника составляет 386 литров.
Автомобиль предлагается в двух вариантах комплектации: DX (Standart) и CX (Luxury).

### Интерьер
В комплектации DX салон выполнен из ткани, в CX — из кожи. В любой из версий установлены передние и задние электростеклоподъемники и датчик света.
На центральной консоли имеется вставка из персикового дерева. Панель приборов имеет мягкую голубую подсветку, яркость которой можно регулировать. Приборы предоставляют водителю всю необходимую информацию о параметрах движения. Верхний слой передней панели изготовлен из высококачественного пористого материала. Салон автомобиля достаточно просторен. Переднее сиденье имеет эргономичный дизайн.

### Ходовая часть
Передняя независимая подвеска типа «Макферсон», задняя – полузависимая с продольными рычагами. На Lifan Solano установлена система рулевого управления с гидравлическим усилителем.
Передние тормоза – дисковыe вентилируемые, задние – дисковые. Трансмиссия схожа с той, что устанавливается на Lifan Breez.

### Двигатели

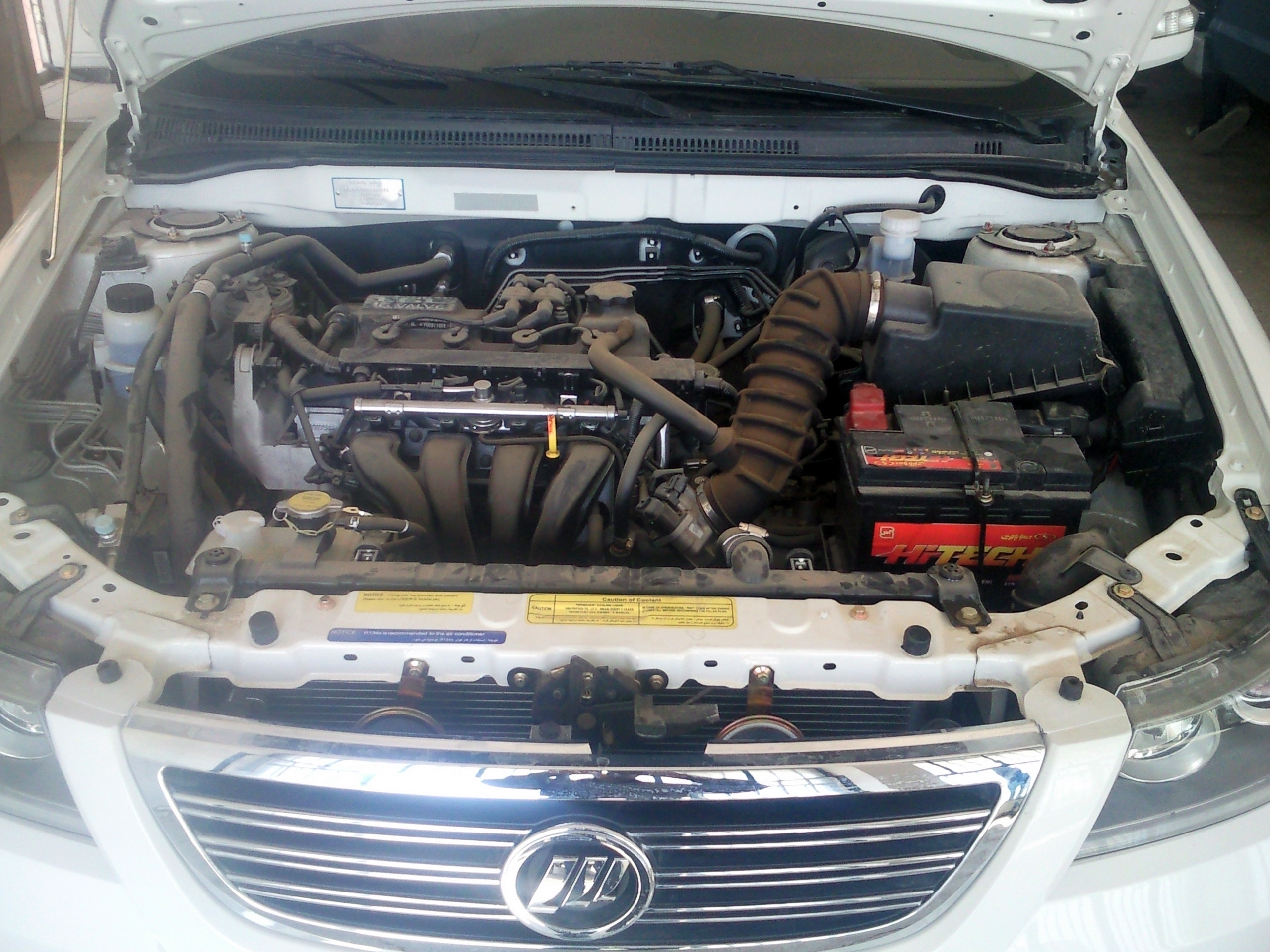
Двигатель Lifan 620

В России Lifan Solano производился только с двигателем объёмом 1,6 литра. Согласно проведенным тестам, средний расход топлива автомобиля составляет 7.4 л на 100 км.
Кроме того, существует вариант двигателя с объёмом в 1.8 литра и мощностью в 125 лошадиных сил.
| Индекс     | Модель  | Рабочий объём | Система питания | Клапаны/ГРМ | Мощность при об/мин   | Крутящий момент при об/мин | Разгон с 0 до 100 км/ч секунд | Максимальная скорость, км/ч | Годы выпуска |
| ---------- | ------- | ------------- | --------------- | ----------- | --------------------- | -------------------------- | ----------------------------- | --------------------------- | ------------ |
| Бензиновый |         |               |                 |             |                       |                            |                               |                             |              |
| 1.5        |         | 1500 см3      | инжекторный     | 16/DOHC     | 94 л.с.(69 кВт)/6000  | 128 Н·м/3500-4500          |                               |                             | 2014–2018    |
| 1.6        | LF481Q3 | 1587 см3      | инжекторный     | 16/DOHC     | 106 л.с.(78 кВт)/6000 | 149 Н·м/4500               | 15,5                          | 170                         | 2008–2018    |
| 1.8        |         | 1794 см3      | инжекторный     | 16/DOHC     | 125 л.с.(78 кВт)/6000 | 160 Н·м/4200               | 14                            | 200                         | 2008–2018    |

### Безопасность
Во всех комплектациях автомобиль Lifan 620 оснащается центральным замком, подушками безопасности водителя и пассажира, системами ABS и EBD, а также технологией автоматического запирания дверей во время движения.
Антиблокировочная тормозная система предотвращает блокировку колёс при скольжении, что позволяет сохранить управление автомобилем и предотвратить скольжение. Система электронного распределения тормозного усилия (EBD) автоматически регулирует тормозное усилие, прилагаемое к каждому колесу исходя из его положения. В топовой комплектации на задней части кузова Lifan Solano установлен парктроник.
Кузов автомобиля имеет структуру «клетки» (несущий кузов) и цельный борт. Усиленные стойки A, B, C формируют прочную кабину, что обеспечит дополнительную безопасность пассажирам во время удара или падения автомобиля на бок.

## Галерея

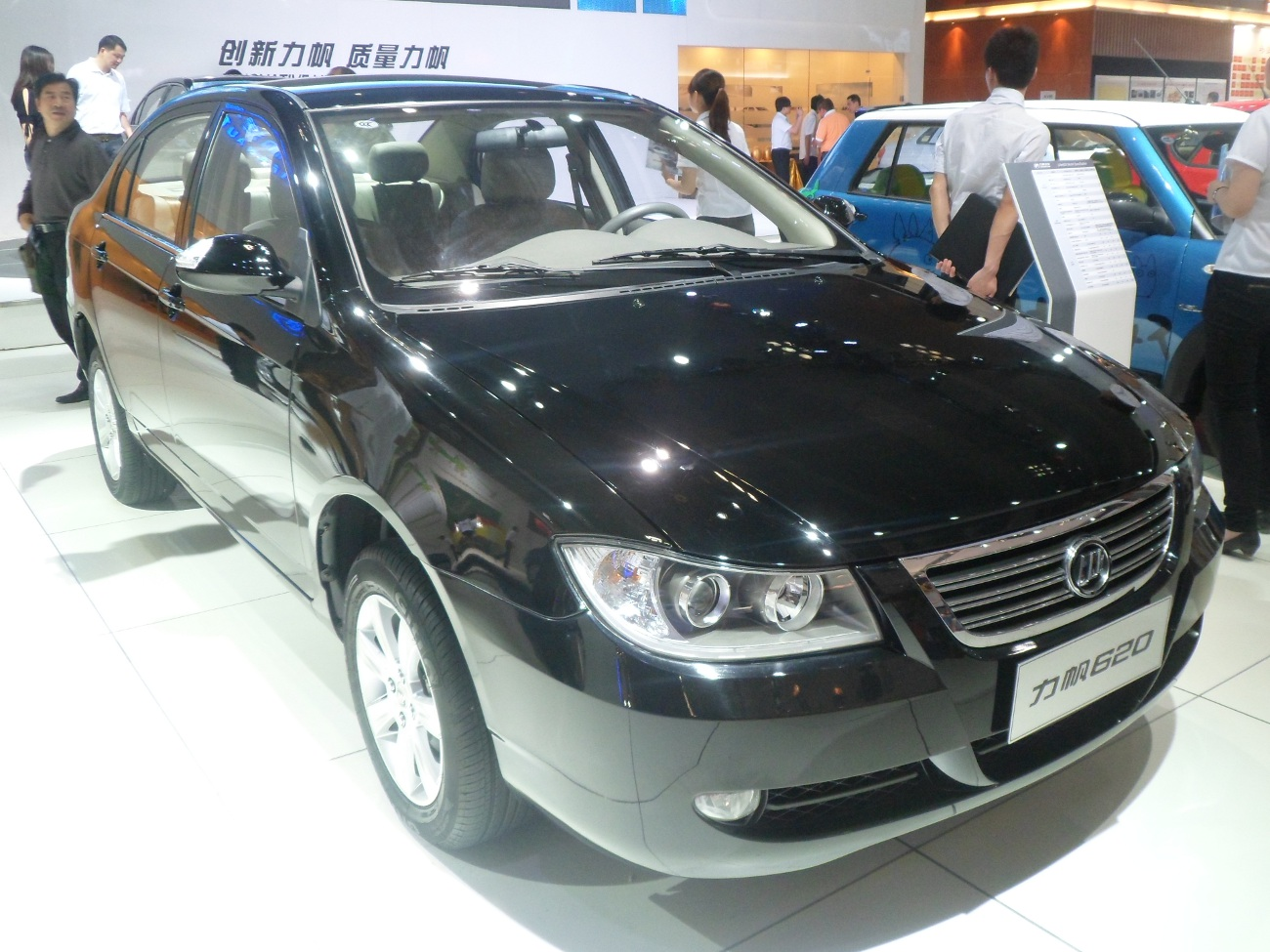
Lifan 620 на Автосалоне в Шанхае
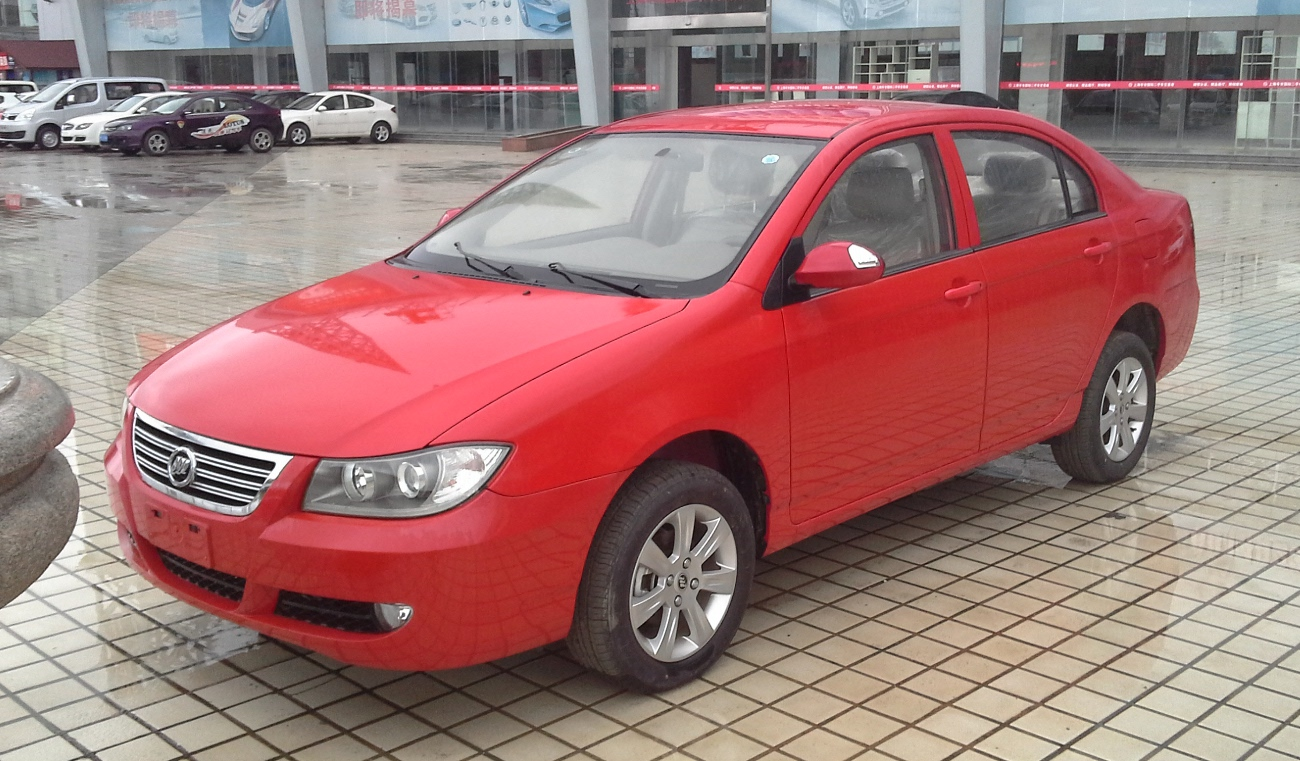
Lifan 620, вид спереди
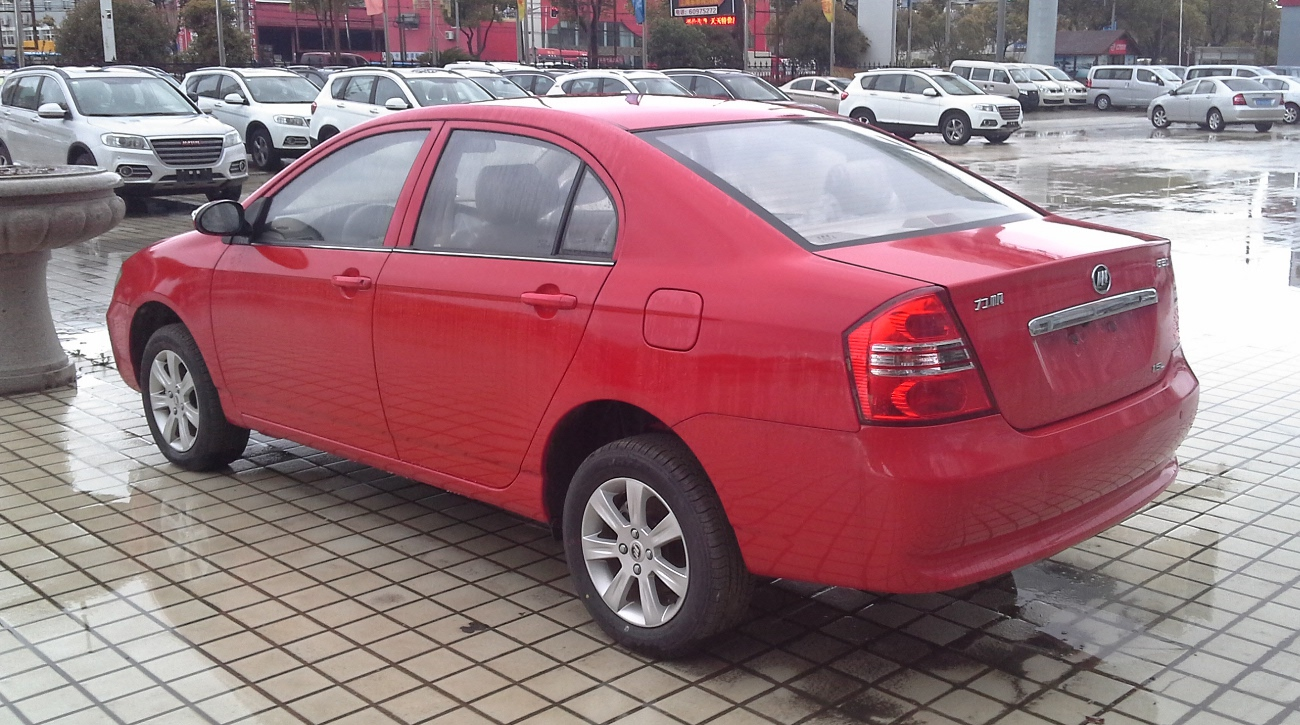
Вид сзади
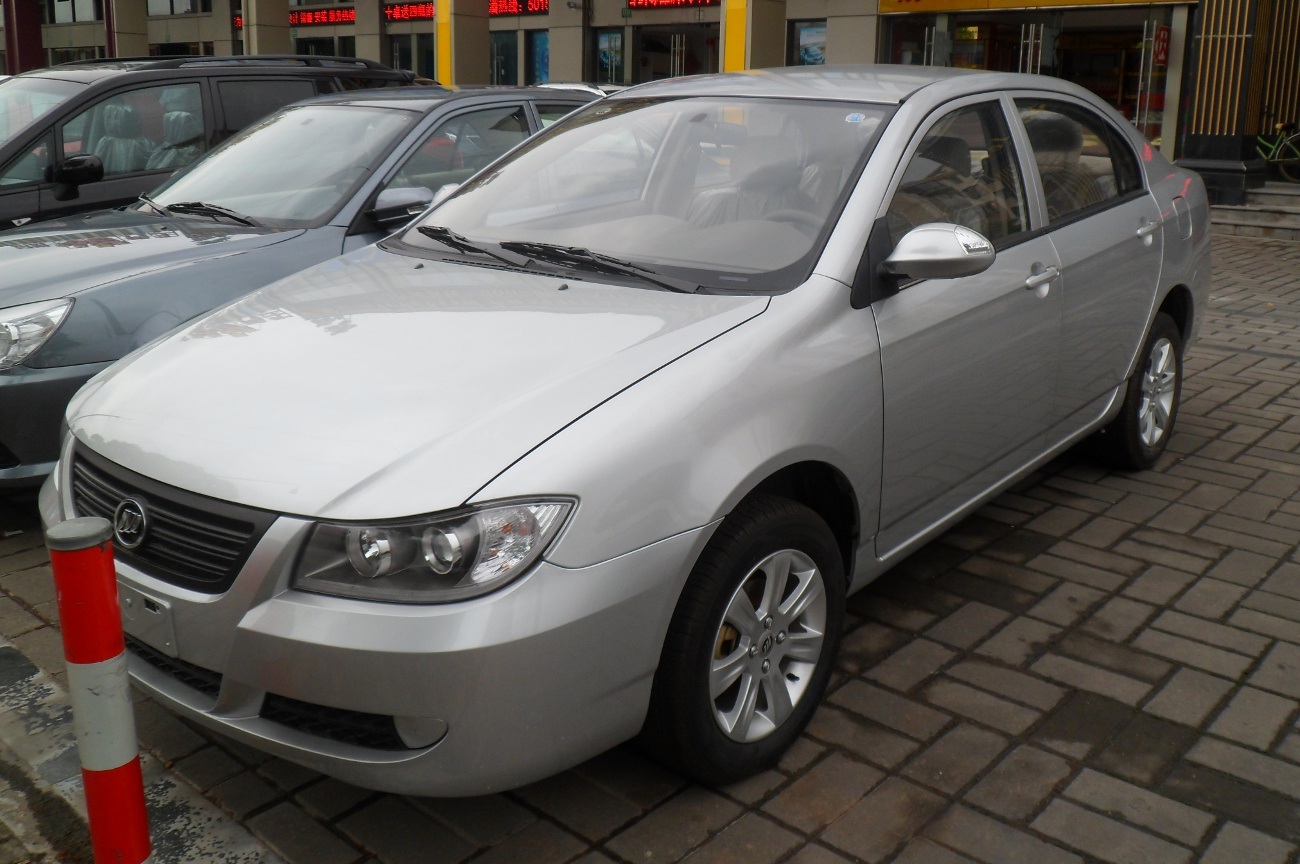
Lifan 620, 2015 год
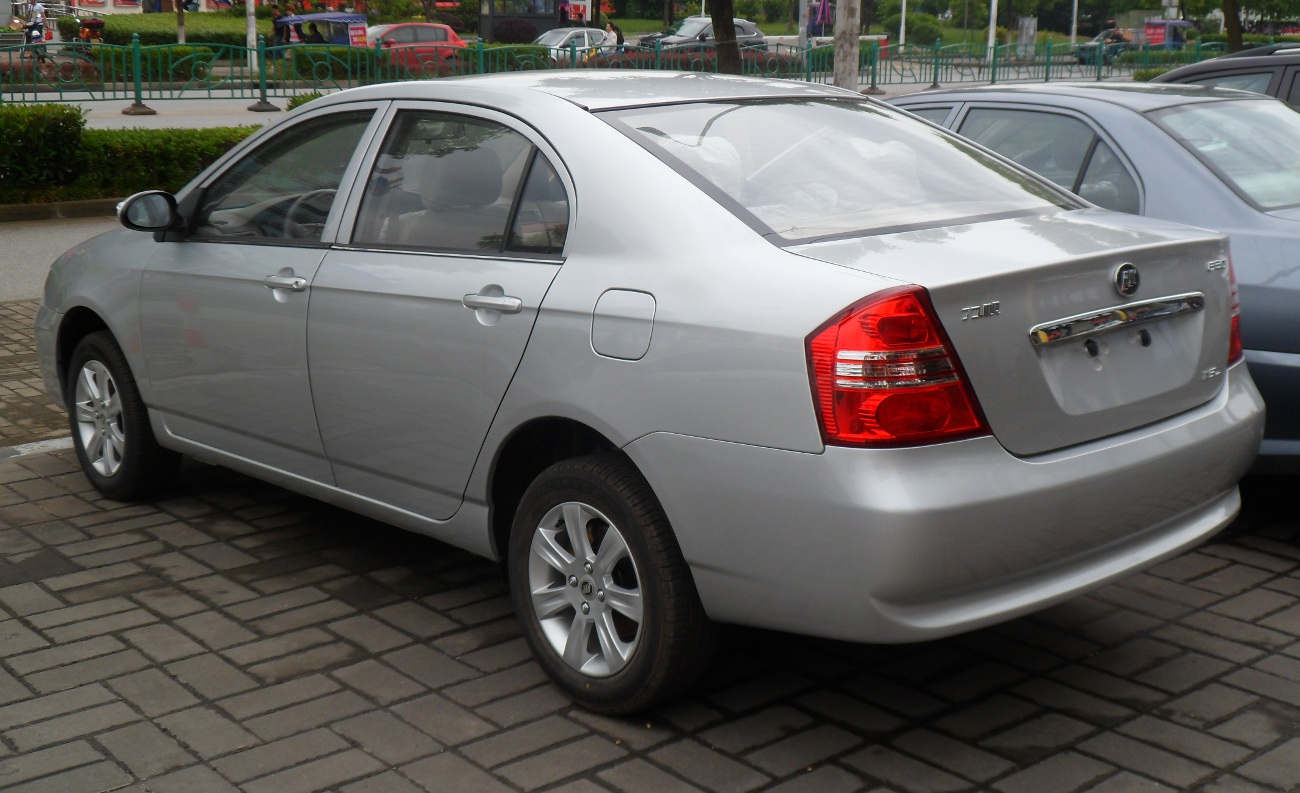
Lifan 620, 2015 год